# Svepartjärnen
Svepartjärnen är en sjö i Hagfors kommun i Värmland och ingår i Göta älvs huvudavrinningsområde. Sjön har en area på 0,103 kvadratkilometer och ligger 244,6 meter över havet.

## Delavrinningsområde
Svepartjärnen ingår i det delavrinningsområde (663586-136324) som SMHI kallar för Utloppet av Rannsjön. Medelhöjden är 237 meter över havet och ytan är 46,96 kvadratkilometer. Det finns ett avrinningsområde uppströms, och räknas det in blir den ackumulerade arean 68,56 kvadratkilometer. Ranån (Mansån) som avvattnar avrinningsområdet har biflödesordning 2, vilket innebär att vattnet flödar genom totalt 2 vattendrag innan det når havet efter 310 kilometer. Avrinningsområdet består mestadels av skog (74 procent). Avrinningsområdet har 7,01 kvadratkilometer vattenytor vilket ger det en sjöprocent på 14,9 procent.